# Eurobus a.s.
Die slowakische Aktiengesellschaft eurobus a.s. ist ein Busunternehmen mit Sitz in Košice.

## Geschäftsbereiche

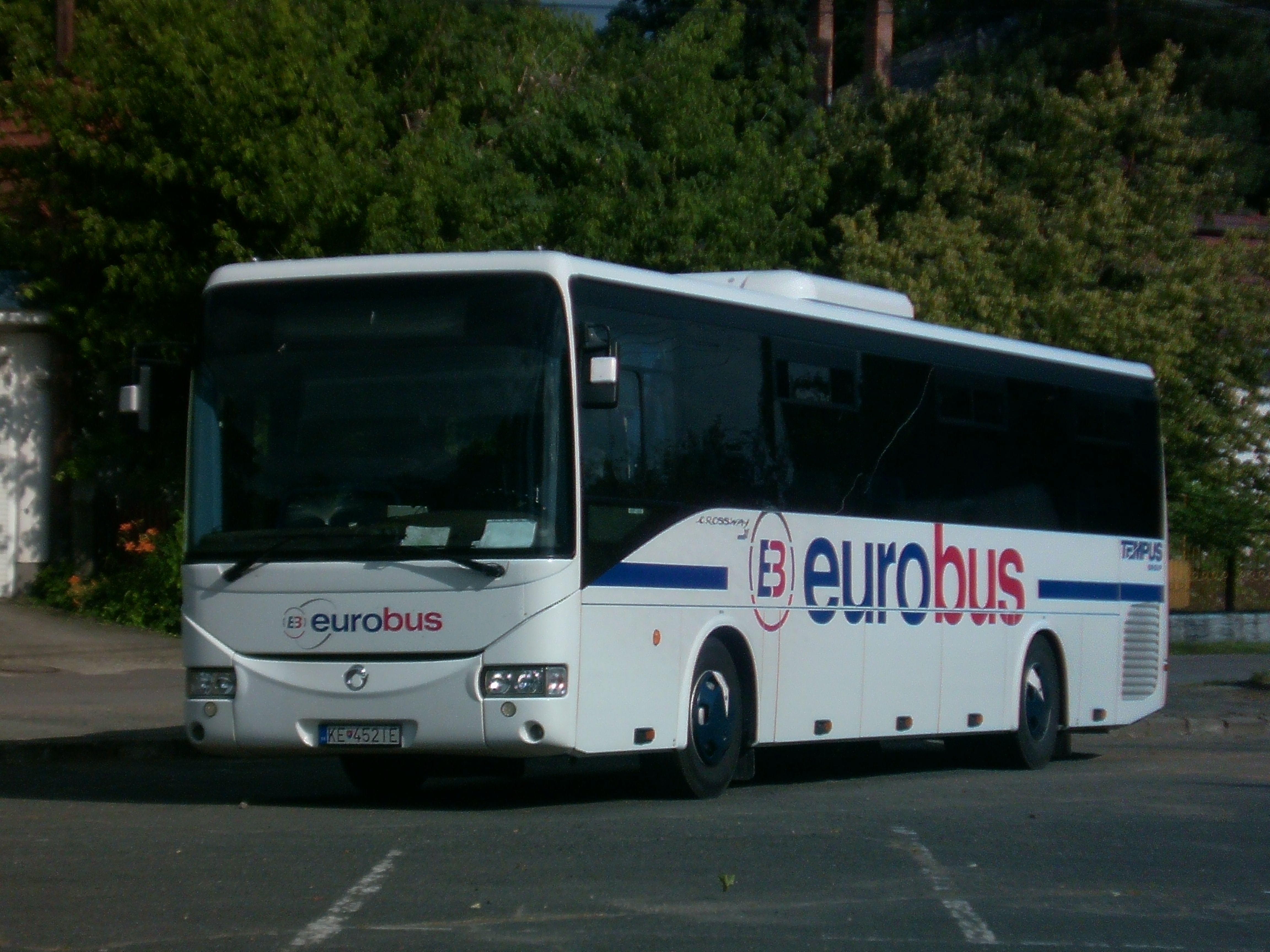
Eurobus in Bükkszék, Ungarn

Eurobus Unternehmen betreibt, von der Ostslowakei ausgehend, sowohl internationale als auch innerslowakische Fernbuslinien. Das Netz reicht dabei bis Paris und Ulm. Die Strecke nach Ulm ist dabei für den innerdeutschen Fernbusverkehr freigegeben.
Zudem wird in Spišská Nová Ves und Rožňava der lokale Stadtverkehr betrieben. Regionallinien von Eurobus fahren in den Regionen Zips, Gemer und Košice.

## Geschichte
Bis 1952 wurde der Busverkehr in der Tschechoslowakei durch die staatliche ČSAD betrieben. Für das Gebiet der Ostslowakei war dabei die Hauptniederlassung Bratislava zuständig. 1960 wurde die ČSAD in Regionalgesellschaften aufgeteilt. Dabei entstand das ČSAD Košice aus den Niederlassungen der ehemaligen Regionen Košice und Prešov. 1993 wurde der Individualverkehr in die ČSAD, SAD š.p. (š.p. für štátny podnik) abgespalten. 2001 wurde das Unternehmen privatisiert und am 16. April 2007 in Eurobus a.s. (a.s. für akciová spoločnosť) umbenannt.